# تپه بایرقلعه
تپه بایر قلعه مربوط به سده‌های میانه و متاخر دوران‌های تاریخی پس از اسلام است و در شهرستان بجنورد، بخش راز و جرگلان، شهر راز واقع شده و این اثر در تاریخ ۱۸ شهریور ۱۳۸۷ با شمارهٔ ثبت ۲۳۲۵۲ به‌عنوان یکی از آثار ملی ایران به ثبت رسیده‌است.